# しらべる女
『しらべる女』（しらべるおんな）は、1988年から1989年にテレビ朝日系「男と女のミステリー」で放送されたテレビドラマシリーズ。全2回。主演は小川知子。

## キャスト
夏川和香
演 - 小川知子
夏川調査事務所の私立探偵。
深谷
演 - 小林昭二
夏川調査事務所の事務員。元刑事。
金光
演 - 中尾彬
南新宿署の捜査課長。
郡司達夫
演 - 加納竜（第1作） → 国広富之（第2作）
南新宿署の刑事。

### ゲスト
第1作『陸奥連続殺人事件 浮かび上がる男の純愛…!』（1988年）
- 吉永千春（和香の友人・「週刊レディ」編集者） - 今陽子
- 小杉陽子（岩手で転落死した女性） - 赤座美代子
- 長瀬（岩手県警刑事） - 福田豊土
- 杉田（盛岡中央署刑事） - 粟津號
- 田岡（元刑事） - 相馬剛三
- 古川伸夫（古川食品社長） - 加地健太郎
- 岩村裕司（内田商事秘書課長） - 草間正吾
- 目撃者 - 江幡高志
- 堀（古川食品社員） - 宮口二郎
- ホテル安比支配人 - 平野稔
- 内田加奈子（内田の妻・岩村の姉） - 藤木聖子
- 加奈子の友人 - 姉崎公美
- 警視庁刑事 - 長沢大
- 内田商事社長 - 相原巨典
- 浮気調査の対象者 - 須永慶
- 飯田真由美（ホステス） - 大宮美由起
- 塩月義樹（塩月の息子） - 土倉有貴
- ウェイトレス - 沢井孝子
- 盛岡のバーのママ - 木村翠
- 小瀬竹夫（陽子のヒモ） - 野口寛
- 看護婦 - 松川加代子
- 掃除婦 - 千葉裕子
- 塩月哲哉（警視庁特別捜査官） - 露口茂
- 船戸健行、石黒正男

第2作『強盗殺人事件の真相と、翻弄された家族の悲劇とは…』（1989年）
- 尾藤渚（銀座のバー経営者） - 三原じゅん子
- 尾藤博太郎（渚の父） - 高松英郎
- 千田信一（敦賀造船会社社長） - 清水健太郎
- 松沢敬三（松沢商事社長） - 長谷川哲夫
- 島崎（ビリヤード島崎店主） - 山本紀彦
- 越前美崎交番巡査 - 車だん吉
- 小森（福井県警刑事） - 下塚誠
- 青木（南新宿署刑事） - 石田登星
- 博太郎の弁護士 - 遠藤征慈
- 岩間春美（渚の同級生・芸者） - 長島裕子
- 尾藤千佳（渚の娘） - 小松愛
- 通報者 - 江角英明
- 島崎冴子（島崎の妻） - 草林礼子
- 渚の母 - 溝口順子
- 鈴木（千田の隣人） - 川瀬ひろ子
- 尾藤朝雄（渚の兄） - 松原一馬
- 浮気男 - 杜澤恭文
- 浮気女 - 日高紀子
- 白川良一（船具店経営者） - 二宮寛
- 久保山圭二（「東京日報」社会部記者） - 長門裕之
- 海一星、松本公成、山口健二、野口憲、江波健司、山口秀輝
- 管理人 - 江幡高志（ノンクレジット）

## スタッフ
- 原作 - 福田洋
- 企画 - 柳田博美、酒井彰
- 脚本 - 竹山洋
- 監督 - 永野靖忠
- 音楽 - 甲斐正人
- プロデューサー - 野木小四郎、河野雄一
- 制作協力 - ビデオフォーカス、廣済堂プロダクション
- 制作 - フジテレビ、大映テレビ

## 放送日程
| 話数 | 放送日         | サブタイトル                                    | 原作                       | 脚本   | 監督     | 視聴率 |
| ---- | -------------- | ----------------------------------------------- | -------------------------- | ------ | -------- | ------ |
| 1    | 1988年11月11日 | 陸奥連続殺人事件 浮かび上がる男の純愛…!         | 『陸奥連続殺人事件』       | 竹山洋 | 永野靖忠 | 16.8%  |
| 2    | 1989年08月11日 | 強盗殺人事件の真相と、翻弄された家族の悲劇とは… | 『若狭・琵琶湖殺人ルート』 | 竹山洋 | 永野靖忠 | 15.3%  |